# Hersfeld-Rotenburg
Hersfeld-Rotenburg je okrug u njemačkoj pokrajini Hessen. Po popisu iz 2008. 123.984 stanovnika živi u okrugu površine 1.097,15 km².

## Gradovi i općine u okrugu
| Gradovi                                                               | Marktgemeinde                                     | Općine                                                                    |                                                         |                                                           |
| --------------------------------------------------------------------- | ------------------------------------------------- | ------------------------------------------------------------------------- | ------------------------------------------------------- | --------------------------------------------------------- |
| 1. Bad Hersfeld 2. Bebra 3. Heringen (Werra) 4. Rotenburg a. d. Fulda | 1. Haunetal 2. Niederaula 3. Philippsthal (Werra) | 1. Alheim 2. Breitenbach a. Herzberg 3. Cornberg 4. Friedewald 5. Hauneck | 1. Hohenroda 2. Kirchheim 3. Ludwigsau 4. Nentershausen | 1. Neuenstein 2. Ronshausen 3. Schenklengsfeld 4. Wildeck |

## Vanjske poveznice
- Službena stranica  Arhivirana inačica izvorne stranice od 29. rujna 2009. (Wayback Machine) (njem.)